# Ralph Kottoy
Ralph Kottoy, né le 9 février 1992 à Bangui en République centrafricaine, est un footballeur international Centrafricain qui évolue au poste de milieu de terrain au FC Flers.

## Biographie

### Parcours en club
Né en République centrafricaine, Ralph Kottoy est formé à l'ES Troyes AC avant de passer par le Paris FC où il débute en équipe réserve puis le Sainte Geneviève FC en National 3.
Il quitte la France en 2014 pour rejoindre le RCS Visé en troisième division belge où il passe une saison. Après deux saisons sans club, il rejoint l'Irlande du Nord en signant avec Larne FC en seconde division. Titulaire indiscutable lors de la première partie de saison et après quatre buts en dix-sept rencontres, il est libérer de son contrat en janvier pour ''grave violation de la discipline au club'' mais sans que le club ne donne plus de précision et il signe au Carrick Rangers en Premiership pour terminer la saison. Le club est relégué en fin de saison et il n'est pas conservé.
Il reste ensuite six mois sans club avant de signer au KTP Kotka en deuxième division finlandaise.
Il revient en France en 2019 en signant à l'US Granville où il reste trois saisons avant de rejoindre le FC Limonest pour la saison 2022-2023.
Après plusieurs mois sans club, il signe en octobre 2023 au FC Flers, en National 3 où il retrouve son ancien entraineur à Granville Tony Rouillon.

### Parcours en sélection
Ralph Kottoy joue son premier match avec la sélection centrafricaine en septembre 2017 en entrant en jeu contre l'Algérie lors d'une défaite trois buts à zéro en match amical.
Il joue de nouveau à cinq reprises en 2018 et marque son premier but international lors d'une victoire un but à zéro contre l'Ouganda en amical.Il retrouve la sélection trois ans plus tard lors d'un match amical contre le Rwanda en juin 2021.